# Consistórios de Celestino V
O Papa Celestino V (r. 1294) criou treze novos cardeais em dois consistórios:

## 18 de setembro de 1294
1. Simão de Beaulieu † 18 de agosto de 1297
2. Bérard de Got † 27 de junho de 1297
3. Tommaso d'Ocra, O.Cel., † 29 de maio de 1300
4. Jean Le Moine  † 22 de agosto de 1313
5. Pietro d'Aquila, OSBCas. † 3 de junho de 1298
6. Guillaume de Ferrières † 7 de setembro de 1295
7. Nicolas l'Aide de Nonancourt † 23 de setembro de 1299
8. Robert de Pontigny, O.Cist. † 9 de outubro de 1305
9. Simon d'Armentieres, OSBCluny  † 1296
10. Francesco Ronci, O.Cel. † 13 de outubro de 1294
11. Landolfo Brancaccio † 29 de outubro de 1312
12. Guglielmo de Longhi † 9 de abril de 1319

## outubro de 1294
1. Giovanni Castrocoeli, OSBCas. † 22 de fevereiro de 1295